# Story of Seasons: Friends of Mineral Town
Story of Seasons: Friends of Mineral Town ist ein 2019 veröffentlichtes Computerspiel des japanischen Entwicklers Marvelous und der 28. Eintrag der Story-of-Seasons-Spielereihe. Der Titel ist eine Neuauflage des 2003 für Game Boy Advance erschienenen Harvest Moon: Friends of Mineral Town.
Typisch für die Spiele der Serie, verbindet Friends of Mineral Town Elemente des Rollenspiels mit denen eines Simulationsspiels. Der Spieler bewirtschaftet darin einen geerbten Bauernhof und interagiert mit den Bewohnern des Dorfes. Das Spiel hat sich insgesamt über 300.000 Mal verkauft und war ein finanzieller Erfolg.

## Veröffentlichung
Friends of Mineral Town wurde am 17. Oktober 2019 in Japan als erstes Spiel der Hauptreihe für Nintendo Switch veröffentlicht, nachdem im Jahr zuvor mit Doraemon Story of Seasons lediglich ein Ableger erschien. Marktstart in Europa war am 10. und  in Nordamerika am 14. Juli 2020. Am selben Tag erschien eine Portierung für Microsoft Windows, die exklusiv via Steam vertrieben wird. Versionen für Xbox One und PlayStation 4 folgten im Herbst 2021.

## Rezeption
Story of Seasons: Friends of Mineral Town für Nintendo Switch erhielt laut Metacritic allgemein positive Kritiken und erreichte eine aggregierte Wertung von 77 aus 100 Punkten, basierend auf 49 Rezensionen der Fachpresse. OpenCritic ermittelte über beide Plattformen hinweg ebenfalls einen Punktestand von 77 aus 100 auf Grundlage von 64 Kritiken.
In GameSpot lobt James Carr das Charakterdesign und die Handlung. Bemängelt wird dagegen die eintönige und langatmige Farmarbeit. Friends of Mineral Town sei „einem Remaster näher, als einem echten Remake“ des Originals von 2003 mit Bezug auf „antiquierte Spielmechaniken“, die es im Test am Ende mit 5 von 10 Punkten „mittelmäßig“ abschneiden lassen.
Positiver fällt das Urteil von Destructoid aus. Im Gegensatz zu den Vorgängern für Nintendo 3DS habe Friends of Mineral Town eine stabile Bildrate und das Spielprinzip sei „entspannend und bereichernd“. Während die künstlerische Gestaltung nicht mit dem Ableger Doraemon Story of Seasons aus dem Vorjahr mithalten könne, sei das Spiel eine spaßige Erfahrung und erhält am Ende des Tests 7 von 10 Punkten, „gut“.

### Absatz
Friends of Mineral Town belegte zum Verkaufsstart in Japan Platz 2 der Verkaufscharts für Nintendo Switch, knapp hinter dem ebenfalls neu erschienenen Ring Fit Adventure. Bis zum 15. Februar 2020, also in knapp vier Monaten, hat sich die Switch-Fassung in Japan über 200.000 Mal verkauft und war bereits ein finanzieller Erfolg. In Nordamerika löste Story of Seasons: Friends of Mineral Town den 3DS-Titel Story of Seasons als Spiel des Publishers mit dem erfolgreichsten Verkaufsstart ab, indem bereits nach einer Woche die Marke von 100.000 verkauften Exemplaren erreicht war. Dieser Rekord wurde schon im Jahr darauf von Story of Seasons: Pioneers of Olive Town eingestellt.